# Eilean nan Ròn
Eilean nan Ròn est une île du Royaume-Uni située en Écosse.